# غيرالدين ليتون
غيرالدين فرانسيسكا ليتون لوبيز (ولدت في 11 مايو 1989) هي لاعبة كرة قدم تشيلية تلعب دور الظهير الأيسر في سانتياغو مورنينغ والمنتخب التشيلي الوطني للسيدات.

## روابط خارجية
- غيرالدين ليتون على موقع الاتحاد الدولي (مؤرشف)  (الإنجليزية)